# Beate Görtz
Beate Görtz (* 3. Juli 1969 in Erkelenz) ist eine ehemalige deutsche Duathletin und Triathletin. Sie ist Ironman-Siegerin (2018), dreifache Altersklassensiegerin bei den Ironman World Championships (2010, 2011, 2019) und wird in der Liste der Altersklassenrekorde beim Ironman Hawaii geführt.

## Werdegang
Beate Görtz startete 2007 mit 38 Jahren in Köln bei ihrem ersten Triathlon.

### Ironman World Championship 2010
2010 konnte sie sich mit ihrem dritten Platz beim Ironman Austria für einen Startplatz bei der Ironman World Championship auf Hawaii qualifizieren. Dort unterbot sie den bestehenden, im Vorjahr durch eine Profi-Triathletin aufgestellte, Streckenrekord in ihrer Altersklasse um 13 Sekunden und gewann die Ironman World Championship in ihrer Altersklasse Frauen 40–44.
Im Oktober 2011 konnte sie diesen Erfolg wiederholen: Sie beendete das Rennen als zweitbeste Deutsche mit neuem Streckenrekord bei den Amateuren und gewann so erneut die Ironman World Championship der Altersklasse 40-44.
Seit 2012 startete sie als Profi und im Juli wurde sie in Roth als viertbeste deutsche Starterin Sechste bei der Triathlon-Europameisterschaft auf der Langdistanz. Im Mai 2015 wurde sie Zwölfte bei der Europameisterschaft auf der Triathlon-Mitteldistanz.
Mit dem Ironman Vichy im August 2018 konnte die damals 49-Jährige, als reines Amateurrennen, ihren ersten Ironman gewinnen.
Die aus Doveren stammende Beate Görtz lebt in Köln und startete für den ASV Köln Triathlon. Die Vertriebsleiterin der Sikla GmbH (Befestigungslösungen) aus VS-Schwenningen beendete 2019 ihre Sportlerkarriere und widmet sich nun dem Tierschutz.

## Sportliche Erfolge
| Datum/Jahr    | Platz | Wettbewerb                                           | Austragungsort | Zeit     | Bemerkung                                                                |
| ------------- | ----- | ---------------------------------------------------- | -------------- | -------- | ------------------------------------------------------------------------ |
| 10. Juni 2018 | 3     | Bonn-Triathlon                                       | Bonn           |          |                                                                          |
| 11. Juni 2017 | 4     | Bonn-Triathlon                                       | Bonn           | 03:20:23 |                                                                          |
| 22. Apr. 2017 | 12    | Challenge Gran Canaria                               | Mogán          | 05:43:11 |                                                                          |
| 24. Mai 2015  | 12    | ETU Middle Distance Triathlon European Championships | Rimini         | 05:12:31 | Europameisterschaft auf der Mitteldistanz im Rahmen der Challenge Rimini |
| 22. Nov. 2014 | 6     | Laguna Phuket Triathlon                              | Phuket         | 03:05:45 |                                                                          |
| 8. Juni 2014  | 1     | Bonn-Triathlon                                       | Bonn           | 03:13:34 |                                                                          |
| 9. Juni 2013  | 3     | Bonn-Triathlon                                       | Bonn           |          |                                                                          |
| 10. Juni 2012 | 1     | Bonn-Triathlon                                       | Bonn           |          |                                                                          |
| 6. Mai 2012   | 3     | Siegerland-Cup                                       | Buschhütten    | 02:01:39 |                                                                          |
| 4. Sep. 2011  | 1     | Cologne 226 Half                                     | Köln           | 04:28:24 |                                                                          |
| 7. Aug. 2011  | 1     | Sassenberger Triathlon                               | Sassenberg     | 02:16:15 | Sieg über die olympische Distanz                                         |
| 12. Juni 2011 | 1     | Bonn-Triathlon                                       | Bonn           |          |                                                                          |
| 29. Mai 2010  | 2     | TriStar111 Germany                                   | Worms          | 03:44    | 1. Rang AK                                                               |

| Datum/Jahr    | Platz | Wettbewerb                                                   | Austragungsort  | Zeit     | Bemerkung |
| ------------- | ----- | ------------------------------------------------------------ | --------------- | -------- | --- |
| 12. Okt. 2019 | 371   | Ironman Hawaii                                               | Hawaii          | 09:46:02 | 1. Platz der Altersklasse 50–54 |
| 27. Aug. 2018 | 1     | Ironman Vichy                                                | Vichy           | 09:37:37 | reines Amateurrennen |
| 2. Aug. 2015  | 1     | Ostseeman                                                    | Glücksburg      | 09:28:24 | Deutschlands einzige Langdistanz mit Schwimmen im offenen Meer                                                                                |
| 13. Juni 2015 | 1     | Challenge Denmark                                            | Billund-Herning | 09:22:28 | Erstmalige Austragung dieses Rennens |
| 6. Sep. 2014  | 1     | Cologne 226                                                  | Köln            | 09:22:17 | Siegerin auf der Langdistanz (3,8 km Schwimmen, 180 km Radfahren und 42,195 km Laufen)                                                        |
| 29. Juni 2014 | 9     | Ironman Austria                                              | Klagenfurt      | 09:25:25 | |
| 2. Nov. 2013  | 8     | Ironman Florida                                              | Panama City     | 09:09:24 | mit persönlicher Bestzeit auf der Ironman-Distanz                                                                                             |
| 30. Aug. 2013 | 1     | Cologne 226                                                  | Köln            | 09:07:22 | [ 6 ] |
| 21. Apr. 2013 | 1     | Strongman All Japan Triathlon                                | Miyakojima      | 08:27:58 | Das Rennen musste witterungsbedingt als Bike&Run mit 155 km Radfahren und 42,2 km Laufen ausgetragen werden.                                  |
| 8. Juli 2012  | 6     | ETU Challenge Long Distance Triathlon European Championships | Roth            | 09:13:26 | Triathlon-Europameisterschaft auf der Langdistanz im Rahmen der Challenge Roth                                                                |
| 15. Apr. 2012 | 1     | Strongman All Japan Triathlon                                | Miyakojima      | 08:39:19 | Siegerin auf der Langdistanz (3 km Schwimmen, 150 km Radfahren und 42,2 km Laufen)                                                            |
| 8. Okt. 2011  | 192   | Ironman Hawaii                                               | Hawaii          | 09:32:05 | Altersklassensiegerin W40-44 bei den Ironman World Championships                                                                              |
| 3. Juli 2011  | 9     | Ironman Austria                                              | Klagenfurt      | 09:18:57 | |
| 9. Okt. 2010  | 477   | Ironman Hawaii                                               | Hawaii          | 10:02:35 | Altersklassensiegerin W40–44 bei den Ironman World Championships                                                                              |
| 4. Juli 2010  | 3     | Ironman Austria                                              | Klagenfurt      | 09:38:56 | Dritte hinter der Siegerin Eva Maria Dollinger und der Dänin Karina Ottosen – und damit qualifiziert für einen Startplatz beim Ironman Hawaii |
| 6. Sep. 2009  | 1     | Cologne 226                                                  | Köln            | 09:55:41 | |